# Статистичні регіони Словенії
Статистичні регіони Словенії — 12 територіальних утворень, створених у 2000 році для юридичних і статистичних цілей.

## Поділ
Указом у 2000 р. Словенія була поділена на 12 статистичних регіонів (рівень NUTS-3), які згрупованих у два регіони рівня NUTS-2,  які замінюють історичні регіони країни.
Статистичні регіони були згруповані в два регіони згуртованості:
- Східна Словенія ( Vzhodna Slovenija - SI01), яка об'єднує регіони Мури, Драви, Каринтії, Савінії, Центральної Сави, Нижньої Сави, Південно-Східної Словенії та Приморсько-внутрішньої Карніоли.
- Західна Словенія ( Zahodna Slovenija - SI02), яка об'єднує Центральну Словенію, Верхню Карніолу, Горіцію та прибережно-карстові регіони.

| Статистичні регіони                  | Статистичні регіони   | Статистичні регіони | Статистичні регіони | Статистичні регіони | Статистичні регіони |
| Українська назва                     | Словенська назва      | Код                 | Найбільше місто     | Площа, км²          | Населення, 2019     |
| ------------------------------------ | --------------------- | ------------------- | ------------------- | ------------------- | ------------------- |
| Мура                                 | Pomurska              | SI011               | Мурська Собота      | 1337                | 114 287             |
| Драва                                | Podravska             | SI012               | Марибор             | 2170                | 324 104             |
| Каринтія                             | Koroška               | SI013               | Словень Градець     | 1041                | 70 588              |
| Савіня                               | Savinjska             | SI014               | Целіє               | 2,384               | 261 851             |
| Центральна Сава                      | Zasavska              | SI015               | Трбовлє             | 264                 | 41 606              |
| Нижня Сава                           | Posavska              | SI016               | Кршко               | 885                 | 70 067              |
| Південно-Східна Словенія             | Jugovzhodna Slovenija | SI017               | Ново Місце          | 2675                | 144 032             |
| Приморський край - Внутрішня Крайова | Primorsko-notranjska  | SI018               | Постойна            | 1456                | 52 544              |
| Центральна Словенія                  | Osrednjeslovenska     | SI021               | Любляна             | 2555                | 564527              |
| Верхня Карніола                      | Gorenjska             | SI022               | Крань               | 2137                | 204 670             |
| Горіція                              | Goriška               | SI023               | Нова Гориця         | 2325                | 117 616             |
| Обално-крашка                        | Obalno-kraška         | SI024               | Копер               | 1044                | 115 016             |